# Kensei Mizote
Kensei Mizote (溝手 顕正, Mizote Kensei), né le 13 septembre 1942 à Hiroshima et mort le 14 avril 2023, est un homme politique japonais, membre du Parti libéral-démocrate.

## Biographie
Diplômé de l'université de Tokyo, Kensei Mizote est élu maire de Mihara en 1987 et membre de la Chambre des conseillers pour la première fois en 1993. Il siège à la Diète jusqu'en 2019.